# Petr Herman
Petr Herman (* 1. Januar 1974 in Břeclav) ist ein ehemaliger tschechischer Straßenradrennfahrer.
Petr Herman gewann 1992 in der Juniorenklasse die Gesamtwertung des Course de la Paix. 1997 entschied er die Punktewertung bei der Österreich-Rundfahrt für sich. Im Jahr 2000 wurde er Profi bei dem tschechischen Radsportteam PSK-Unit Expert. In seinem ersten Jahr dort gewann er jeweils eine Etappe der Dubova-Hlas Ludu und der Vuelta a Cuba. Außerdem gewann er den GP ZTS Dubnica nad Vahom. Im Jahr darauf wurde er Erster bei dem Eintagesrennen Velká Bíteš–Brno–Velká Bíteš. 2002 wechselte Herman zu Gericom-Bikedrive, und 2003 fuhr er für die österreichische Mannschaft Hervis Copy Right. Hier gewann er eine Etappe der Steiermark-Rundfahrt und das Eintagesrennen Burgenland-Rundfahrt. In der Saison 2004 war er bei Wien-Lassnitzhöhe erfolgreich, 2005 gewann er den Grand Prix Steiermark, und 2006 war er bei den Braunauer Radsporttagen erfolgreich. 2007 fuhr Herman für das Swiag Pro Cycling Team und gewann dort ein Rennen der Lavanttaler Radsporttage.

## Erfolge
2000
- eine Etappe Vuelta a Cuba

## Teams
- 2000 PSK-Unit Expert
- 2001 PSK-Remerx
- 2002 Gericom-Bikedrive
- 2003 Hervis Copy Right
- 2004 Hervis-Apo Sport
- 2005 Apo Sport Linz
- 2006 Aposport Krone Linz
- 2007 Swiag Pro Cycling Team